# Colochirus robustus

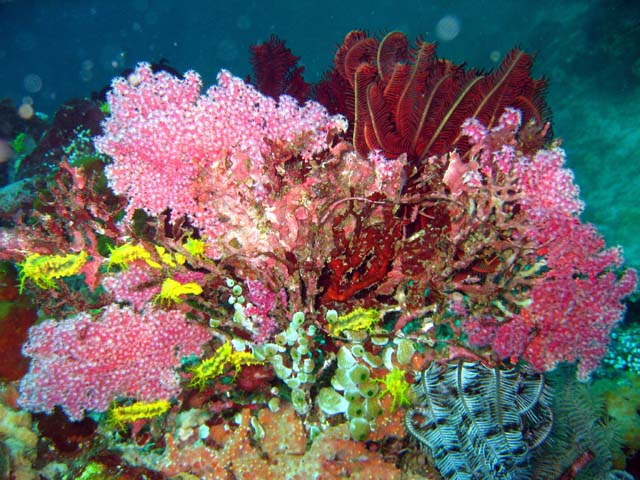
Grupo de Colochirus robustus en un arrecife, Bali, Indonesia.

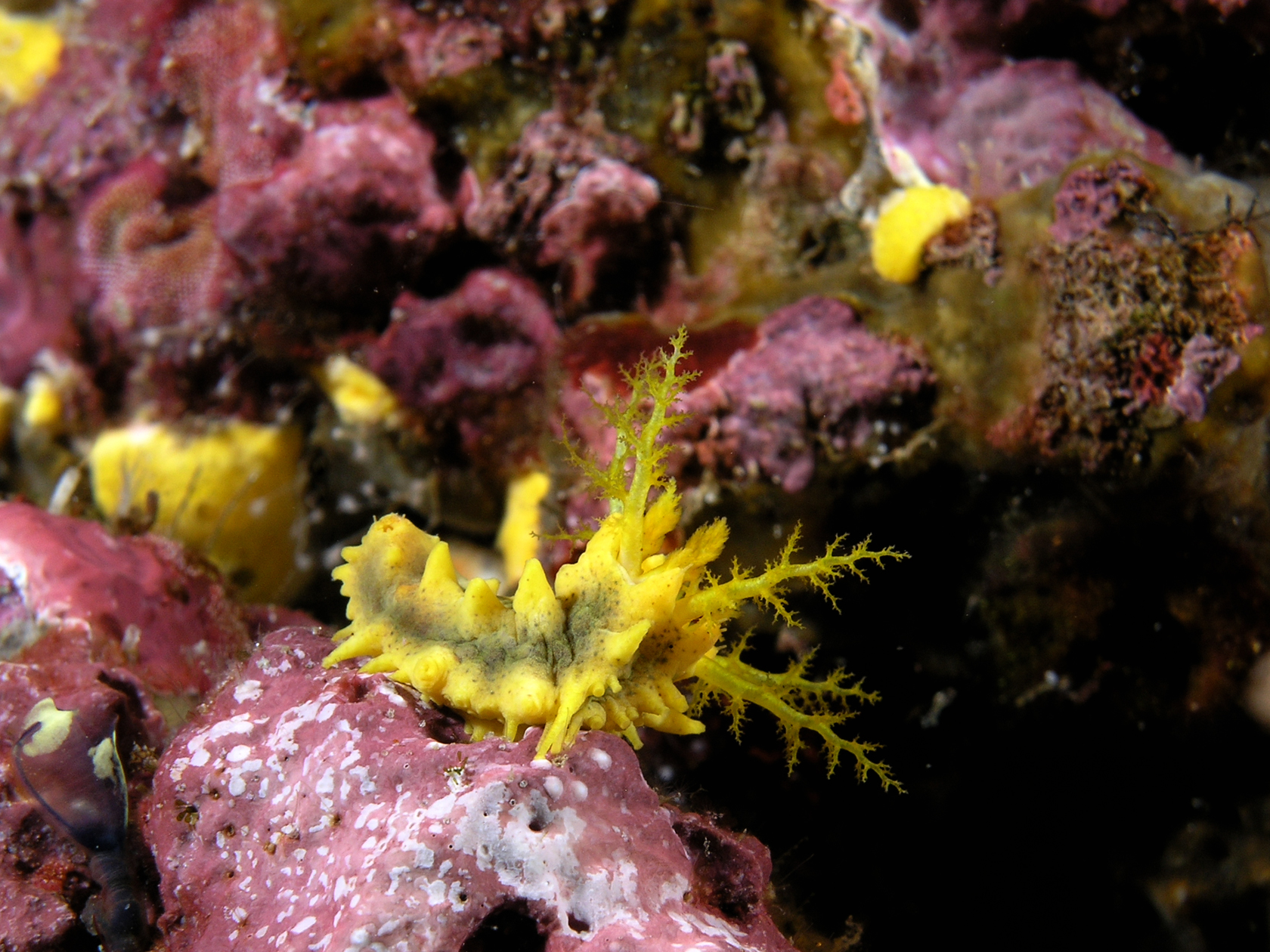
C. robustus en Komodo, Indonesia

La cucumaria amarilla, o pepino de mar amarillo (Colochirus robustus) es una especie de holoturia de la familia Cucumariidae, clase Holothuroidea.
Vive normalmente ubicada en rocas de arrecifes.

## Morfología
El cuerpo es musculoso, de aspecto vermiforme, y tiene una apertura bucal por un extremo que es rodeada por cinco tentáculos pinnados, ramificados en forma de pluma, que le sirven para atrapar alimento de las corrientes. En el otro extremo se halla la abertura anal.
Su color es amarillo limón intenso. Su tamaño alcanza los 10 cm.

## Hábitat y distribución
Su distribución geográfica comprende zonas tropicales del océano Indo-Pacífico, concretamente en Indonesia y Filipinas.
Se localiza desde aguas someras hasta los 25 m de profundidad, fijándose a rocas y corales de arrecifes, en zonas de corrientes moderadas a fuertes, ya que es un animal filtrador.

## Alimentación
Se alimenta atrapando plancton y detritos, tanto de la corriente, utilizando sus tentáculos ramificados, como de las rocas y el sustrato, dónde también se alimenta de bacterias.

## Reproducción
Se reproduce tanto sexual como asexualmente. En este último caso, el animal se divide longitudinalmente por la mitad, desarrollando cada nueva parte un orificio anal, o bucal con sus tentáculos, según sea el caso. Dando lugar a dos nuevos, y completos, individuos.
Cuando se produce la reproducción sexual, las larvas, de vida planctónica, se denominan auricularias.

## Mantenimiento
Por lo general, C. robustus son holoturias fáciles de mantener. Se debe dotar al acuario de roca viva. La corriente debe ser de moderada a alta, ya que es un animal fitrador y se alimenta de las partículas de plancton que atrapa en ella.
Es importante mantener niveles adecuados en los parámetros obligados del acuario marino: salinidad, nitratos, fosfatos, calcio, magnesio y oligoelementos. Es muy sensible al cobre, por lo que se deben evitar en su acuario tratamientos veterinarios a base de cobre, frecuentes en curas para peces.
Si se estresa puede liberar toxinas venenosas, que podrían dañar algún animal próximo. Por lo que no se debe mantener con especies de peces ángel o mariposa, que mordisquearán al animal, provocando la reacción defensiva de liberar el veneno.